# Charles I. Jones

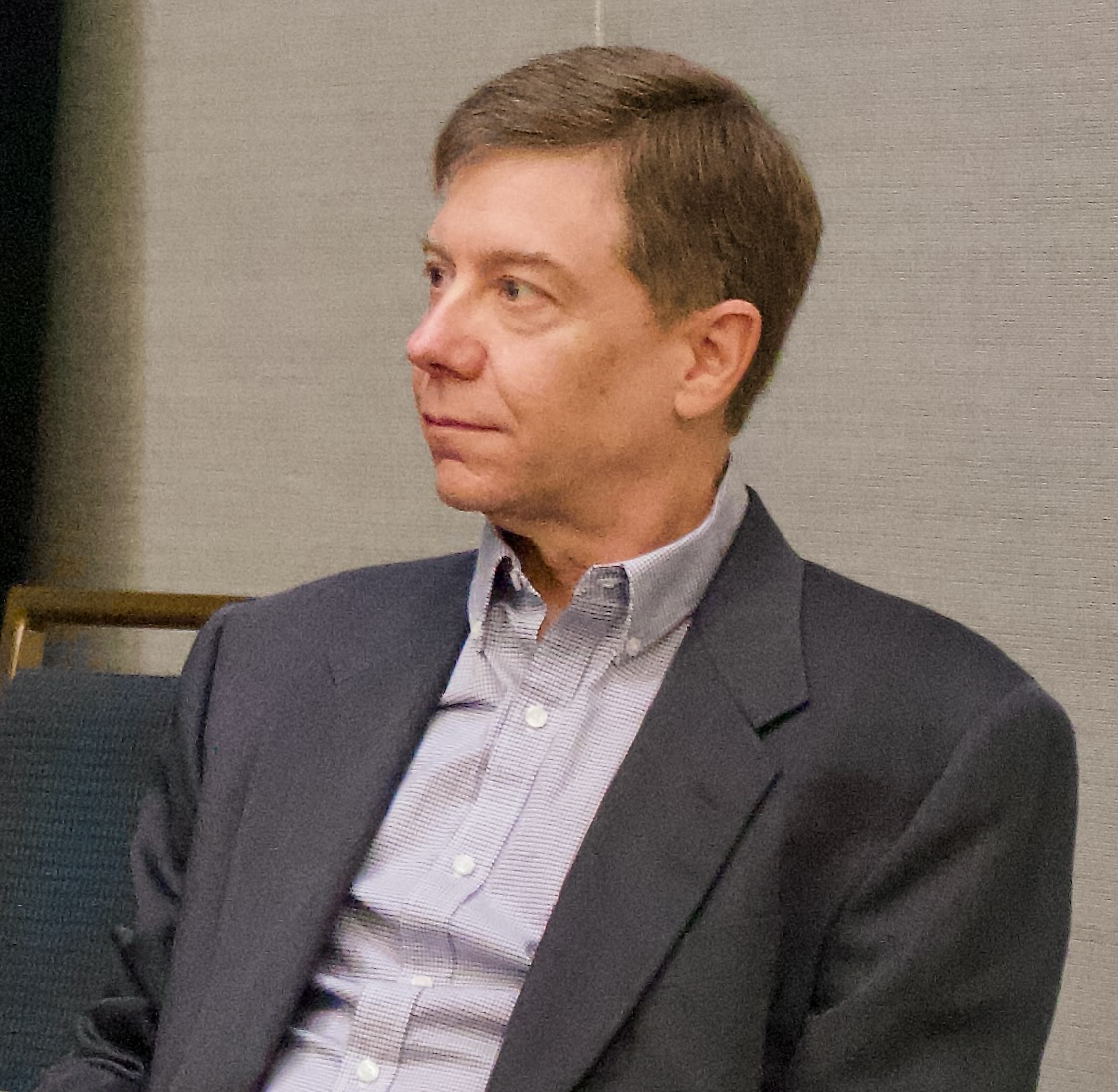
Chad Jones, 2025

Charles „Chad“ Irving Jones (* 1967) ist US-amerikanischer Wirtschaftswissenschaftler. Er arbeitet als Professor für Wirtschaft an der Stanford University.

## Leben
Jones machte 1989 seinen AB an der Harvard University und 1993 seinen PhD in Wirtschaft am Massachusetts Institute of Technology. Er beschäftigt sich unter anderem mit der endogenen Wachstumstheorie, zu der er unter anderem 1995 sein Jones-Modell beitrug. 2019 wurde Jones in die American Academy of Arts and Sciences gewählt.

## Veröffentlichungen
- Charles I. Jones: Macroeconomics. Norton & Company; Auflage: 3rd edition. International Student Edition. (14. Februar 2014). ISBN 978-0-393-92391-9.
- Charles I. Jones: Introduction to Economic Growth. Norton & Company; Auflage: 3rd edition. (15. Februar 2013). ISBN 978-0-393-92078-9.